# 朱錧
朱錧（1483年—？），字以獻，湖廣永州府道州人，民籍，明朝政治人物。

## 生平
湖廣鄉試第六名舉人。弘治十八年（1505年）中式乙丑科會試第一百十七名，三甲第二十四名進士。授武进县知县，升户部主事。

## 家族
曾祖朱言受，壽官；祖父朱紹統；父朱文淵，母何氏。重庆下。